# Eduardo Li Sánchez

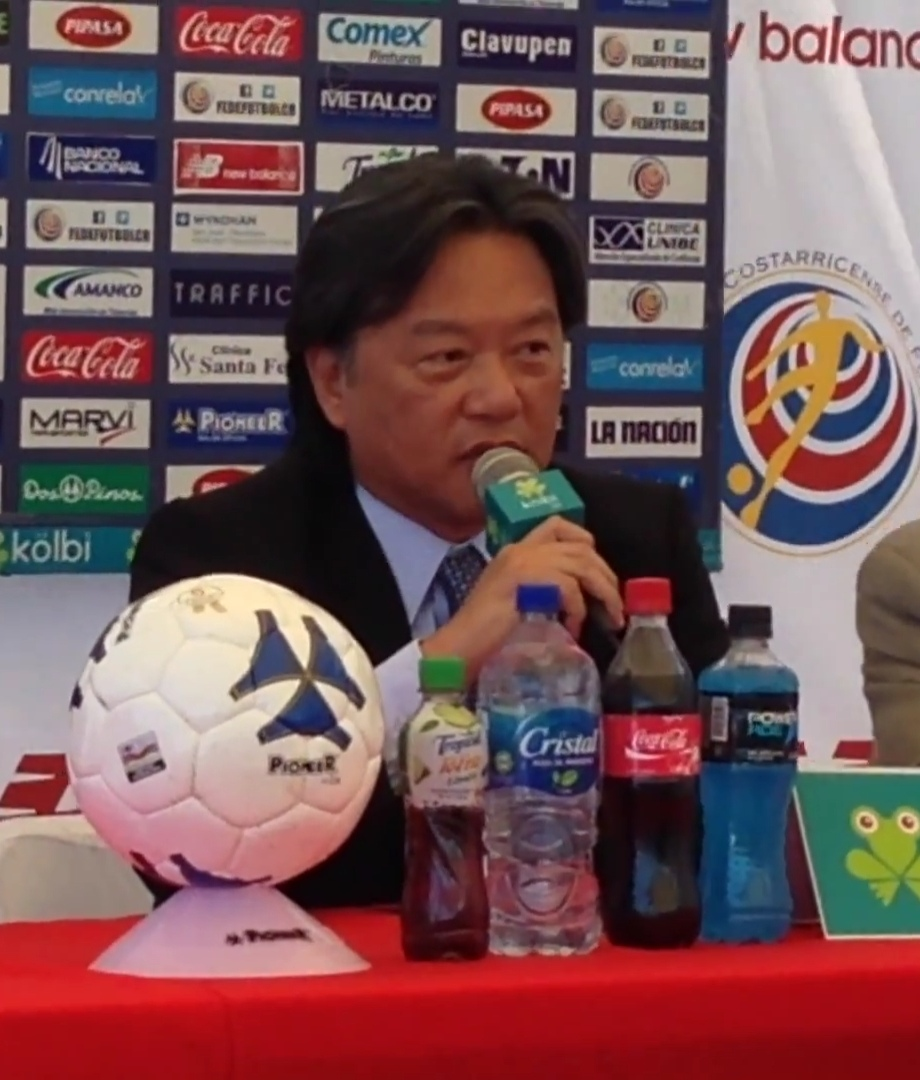
Eduardo Li (2015)

Eduardo Li Sánchez (* 11. November 1958 in Puntarenas) ist ein Fußballfunktionär aus Costa Rica.
Eduardo Li stammt aus einer wohlhabenden chinesischstämmigen Familie. Er studierte Bauingenieurswesen in Monterrey, Mexiko. Er wurde in diesem Beruf aber nie tätig und wurde als Logistik-Unternehmer in Costa-Rica und Panama aktiv. 2002 investierte er erstmals in einen Fußballverein. Er gründete 2004 zusammen mit Adrián Castro den Fußballverein Puntarenas FC.
Li Sánchez war 2007 bis 2015 Präsident des nationalen Fußballverbandes Costa Ricas (FEDEFUTBOL) und Mitglied des CONCACAF-Exekutivkomitees. Beim CONCACAF-Kongress im April 2015 wurde er in das FIFA-Exekutivkomitee gewählt, jedoch verhinderte seine Verhaftung die Einsetzung durch den FIFA-Kongress.
Auf Betreiben der US-amerikanischen Justizbehörden, die in Fällen der Korruption in der FIFA federführend ermitteln, wurde er, zusammen mit sechs weiteren FIFA-Funktionären, am 27. Mai 2015 im Zürcher Hotel Baur au Lac verhaftet. Am 18. Dezember 2015 wurde Li Sanchez an die USA ausgeliefert.
Am 21. April 2017 wurde er von der FIFA-Ethikkommission lebenslang gesperrt. Am 13. November 2018 wurde sein Urteil veröffentlicht, so wurde er zu 9,5 Monaten Haft, einer Geldstrafe von 15 Tausend Dollar und einer Rückerstattung von Bestechungsgeld in Höhe von 668 Tausend Dollar verurteilt.